# Мансуде (театр)
Художній театр Мансуде (кор. 만수대예술극장) — театр, розташований в центральному районі Пхеньяна, столиці Корейської Народно-Демократичної Республіки недалеко від Народного палацу навчання - національної бібліотеки КНДР.
Названо на ім'я пагорба Мансуде в однойменному районі Пхеньяну. Будівництво театру було завершено в 1976, його загальна площа становила 60 000 м².
Це головний майданчик для виступів творчого об'єднання північнокорейських майстрів мистецтв «Мансуде» . Тут проходять уявлення північнокорейських революційних опер та постановок, а також часто використовується як місце проведення різних зборів та з'їздів Трудової партії Кореї.

## Галерея

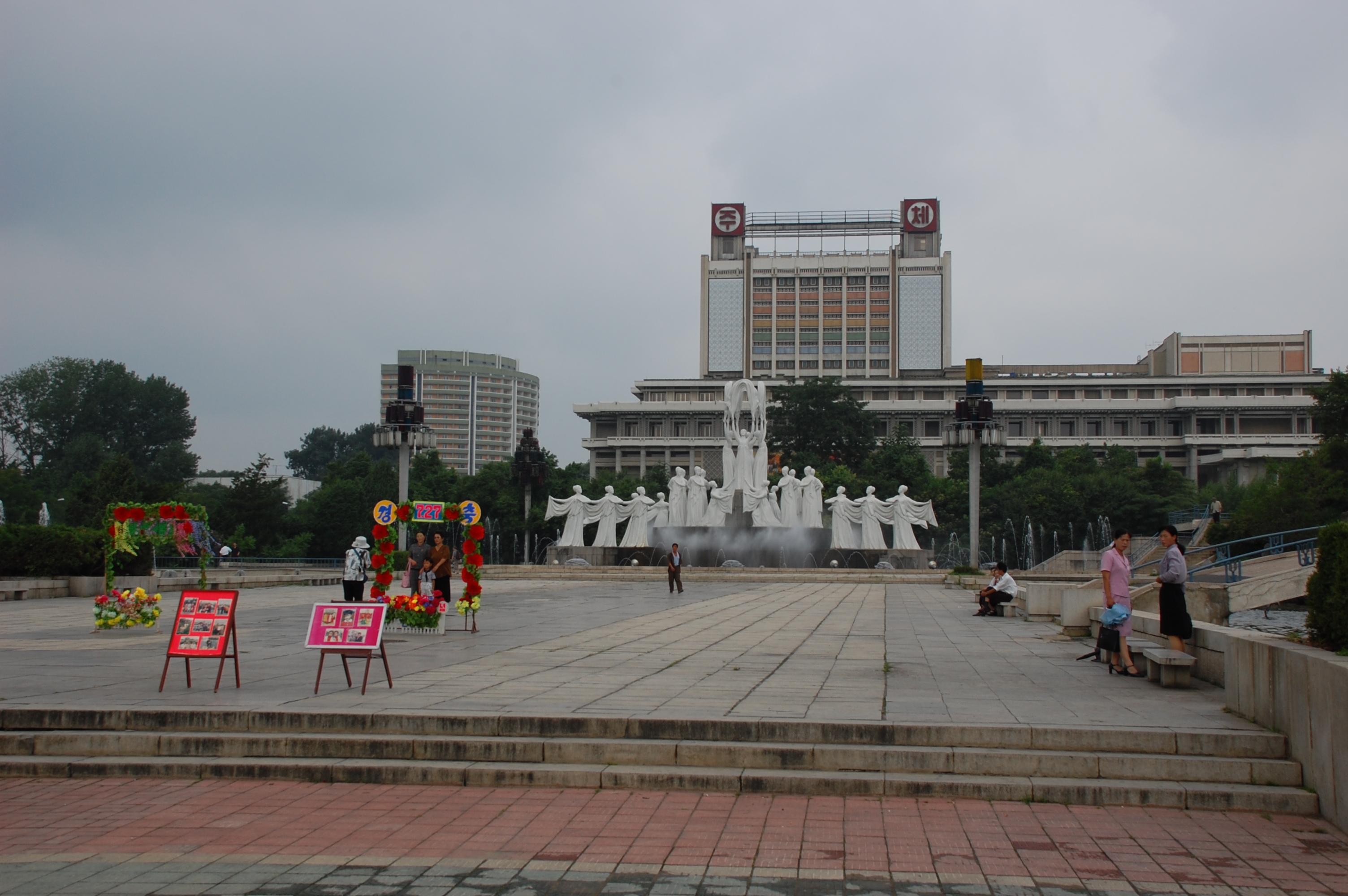
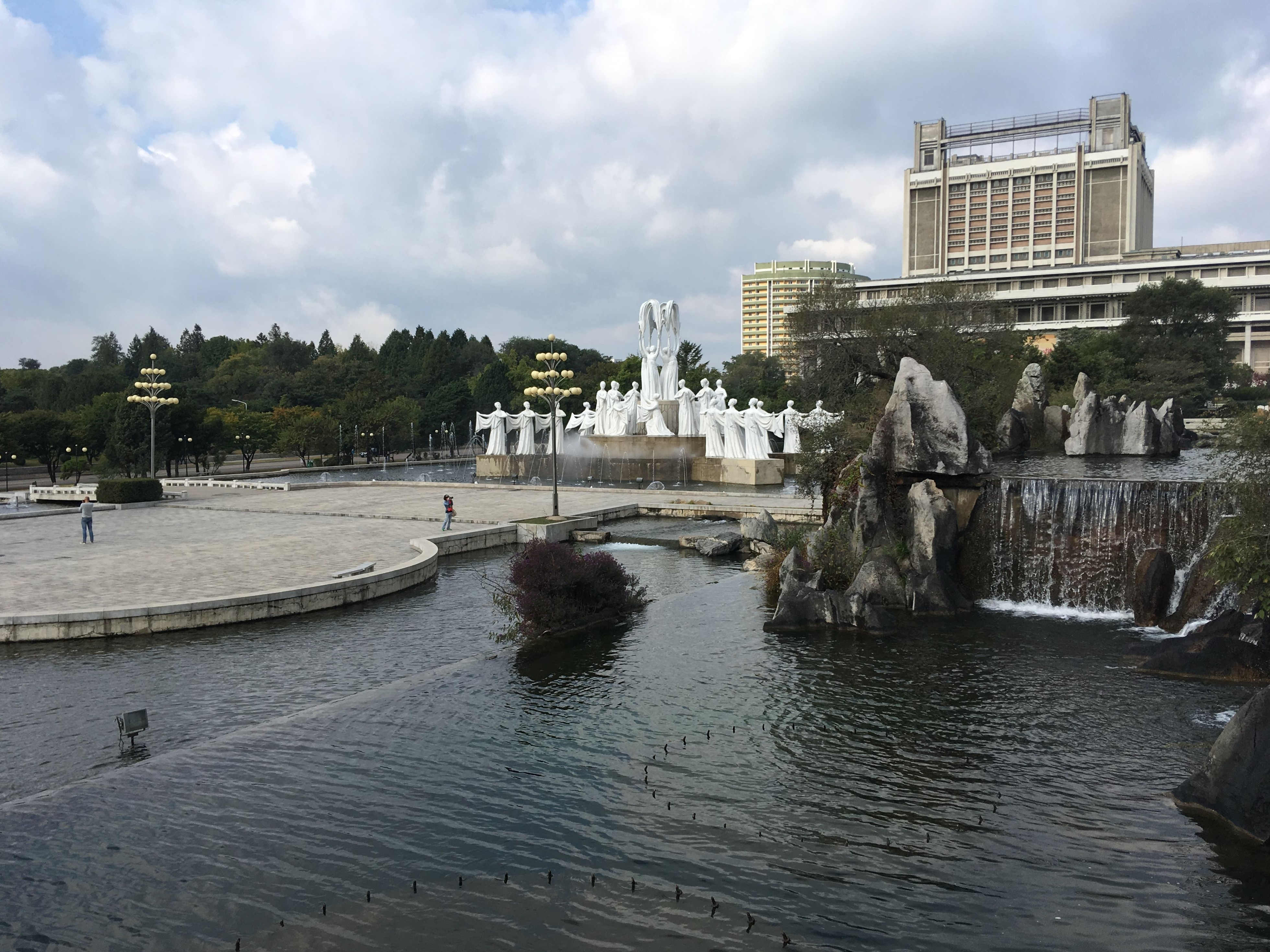
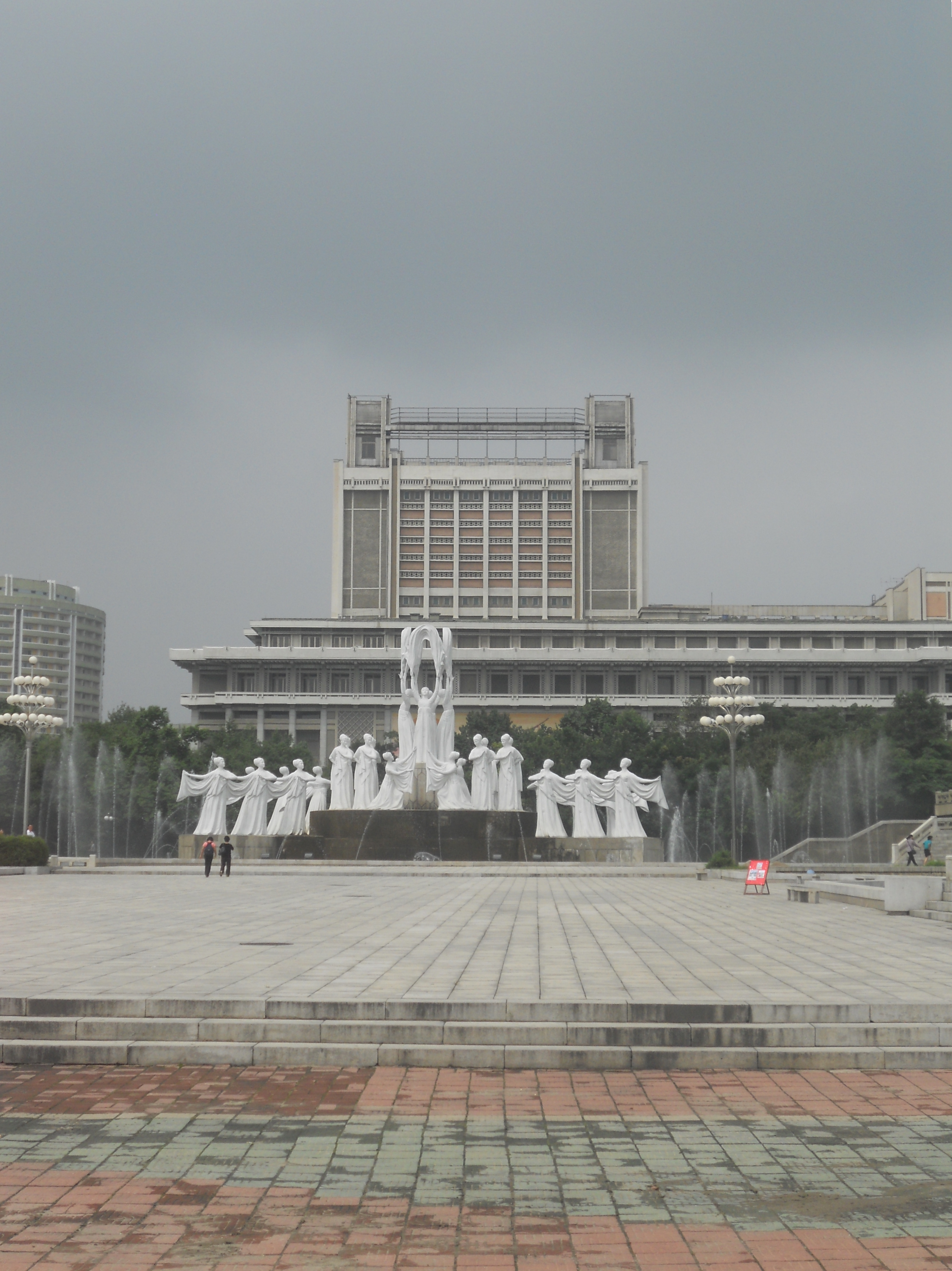